# 말레이시아 고양이
말레이시아 고양이(Malaysia cat)는 1994년에 처음 사육된 말레이시아의 집고양이 품종이다. 이 고양이 품종은 말레이시아에서 유래된 최초의 고양이 품종이다. 말레이시아 고양이들은 통키니즈와 같은 몸매를 가지고 있고 털은 랙돌 종과 같은 색깔을 가지고 있다. 말레이시아 고양이의 주요 특징은 달걀 모양의 머리와 눈을 가지고 있다는 것이다.

## 역사
말레이시아 고양이는 1994년에 처음 개발된 고양이이다. 말레이시아 고양이를 육성하는 고양이 단체 중 하나는 Malaysia Cat Club이다. Malaysia Cat Club은 현재 국제 고양이 등록 단체에서 인정받을 수 있도록 말레이시아 고양이 품종 기준을 완벽하게 준수하기 위해 노력하고 있다.

## 특징
말레이시아 고양이는 근육질의 몸매와 짧은 털을 가진 중간 크기의 고양이이다. 털은 매끄럽고 점박의 무늬를 갖는다.
이 고양이의 머리는 넓고 둥글며 볼이 쏙 들어가 있고, 코가 중간이고, 턱은 튼튼하고 중간 크기이다. 귀는 중간 크기이고, 약간 둥글고, 얇고, 꽤 넓다. 말레이시아는 가슴이 넓은 긴 몸을 가지고 있다. 키가 크고 타원형이다. 꼬리는 꽤 두껍고 끝이 둥글며, 중간 길이이다.